# Antíoco de Sulcis
Antíoco de Sulcis (Mauritania Cesariense, 95 - Cerdeña, 127) fue un médico griego, exiliado en Cerdeña y muerto como mártir por su fe cristiana. Venerado como santo por diversas iglesias cristianas y como santo patrón de Cerdeña.

## Biografía
La leyenda dice que Antíoco fue un médico durante el reinado del emperador Adriano, de una familia de caballeros de Mauritania Cesariense, actual Argelia. Se hizo médico por altruismo como le aconsejaba su fe cristiana, y trabajaba gratuitamente en Capadocia y Galacia, aprovechando su trabajo para convertir mucha gente al cristianismo. Fue encarcelado por ello, hacia el 120, torturado y exiliado en Cerdeña, en el islote de Plumbaria, en la región Sulcis-Iglesiente, lugar donde a menudo eran enviados los delincuentes para trabajar en las minas de plomo. Se estableció, viviendo en una cueva que hace convertir en oratorio y en la que vivió entregado a la oración y la penitencia. Continuó convirtiendo a romanos, entre ellos el soldado Ciríaco que había sido su custodio, por lo que es considerado el fundador de la comunidad cristiana sarda.
Llamado por la autoridad en Cagliari, fue muerto como mártir, convirtiéndose en el primer mártir cristiano de la isla.